# Корякский окружной комитет КПСС
Корякский областной комитет КПСС — центральный партийный орган, существовавший в Корякской АО с 1931 года по 6 ноября 1991 года.

## История
- 10 декабря 1930 года образован Корякский национальный округ Дальне-Восточного края и в связи с этим, был создан Корякский окружной комитет ВКП(б).
- C 20 октября 1938 Корякский национальный округ в составе Камчатской области Хабаровского края.
- 13 октября 1952 года Корякский окружной комитет ВКП(б) переименован в Корякский окружной комитет КПСС.
- С 23 января 1956 Корякский национальный округ в составе Камчатской области.
- 7 октября 1977 года Корякский национальный округ преобразован в Корякский автономный округ.
- 23 августа 1991 деятельность КПСС на территории РСФСР приостановлена, а 6 ноября того же года запрещена.

## Первые секретари ВКП(б)/КПСС
- 1933 - 1934 ответственный секретарь Глазунов, Константин Петрович
- 193. - 1936 Тунтул, Иван Яковлевич[1]
- - 1950 Поповалов
- 1950 - ? Шаповал, Николай Андреевич
- 1958 - 1960 Курганов, Лаврентий Иванович
- 195. - 1966 ?
- 1966 - 1971  Саунин, Владимир Антонович
- 1971 - 1973 Тришечкин, Анатолий Игнатьевич
- 1973 - 1982 Зверев, Виктор Данилович
- 1982 - 1988 Сыченко, Александр Григорьевич
- 1988 - 8.1991 Кустин, Валерий Васильевич